# Mao Chi-kuo
Mao Chi-kuo (chiń. upr. 毛治国; chiń. trad. 毛治國; pinyin Máo Zhìguó; ur. 4 października 1948 roku w Fenghua, Chiny) – polityk tajwański, premier Republiki Chińskiej od 8 grudnia 2014 do 1 lutego 2016.
Wcześniej był ministrem transportu i komunikacji (lata 2009-2013) i wicepremierem (2013-2014).